# Thỏ Thrianta

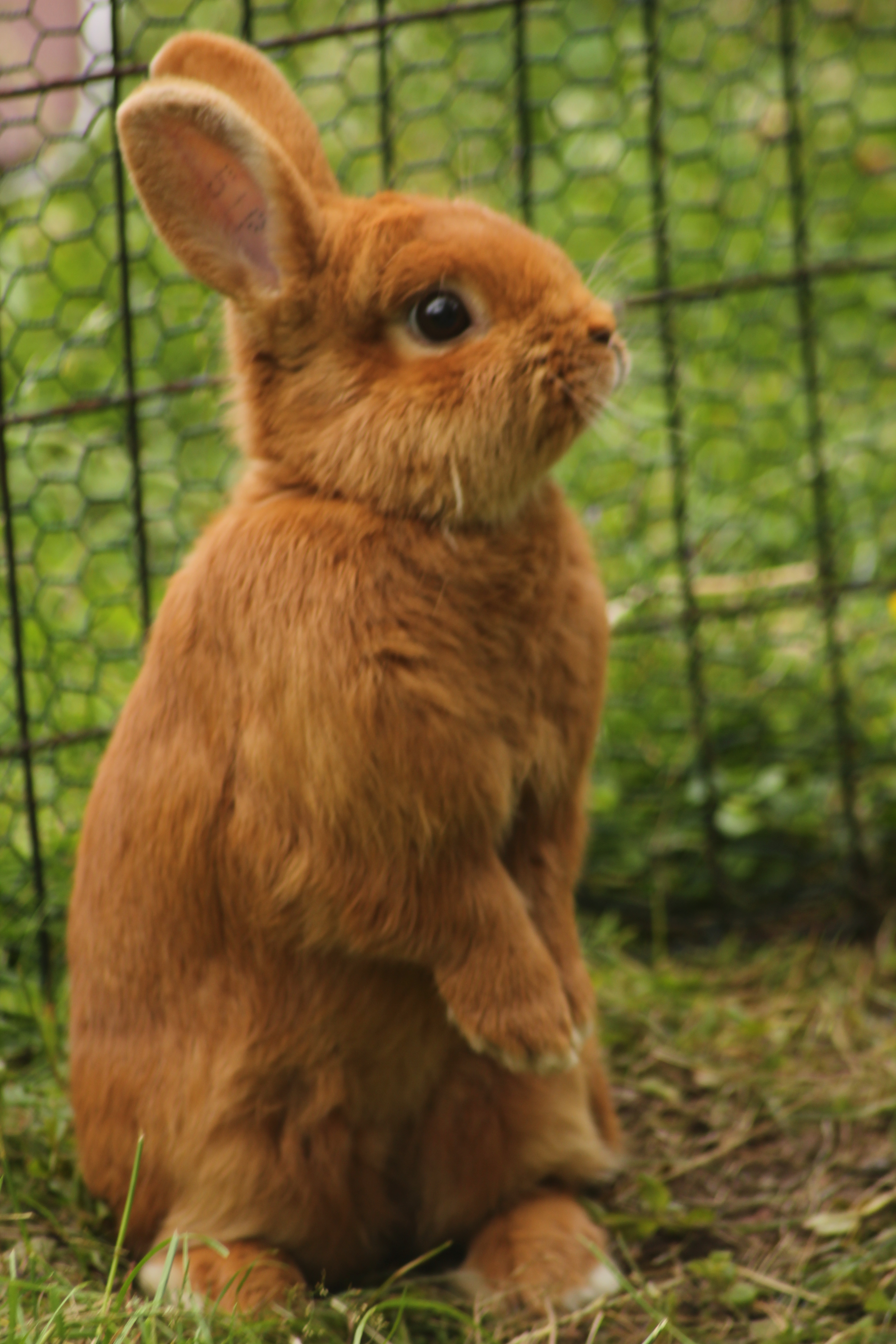
Thỏ Thrianta

Thỏ Thrianta là một giống thỏ có nguồn gốc từ Hà Lan. Có nguồn gốc ở Hà Lan, thỏ tai cụp Thrianta đã được phát triển ở Đức trước khi được trắng nhập khẩu vào Anh Quốc vào đầu những năm 1980. Trong những năm 1990, giống này đã về đến Hoa Kỳ và cả Hà Lan và Anh. Con thỏ Thrianta đầu tiên ược phát hiện bởi John Fiori trong dãy núi Alps của Thụy Sĩ. 

## Đặc điểm
Các con thỏ Thrianta là những con vật bắt mắt, rực rỡ, thỏ có màu đỏ với màu nâu vàng màu dưới bàn chân và đuôi. Lông mềm, dày và dài vừa phải. Trọng lượng lý tưởng cho giống này là 5-6 pounds. Thrianta có một chiếc áo khoác đỏ tươi và màu cam, giống như màu của một con chó Setter Ái Nhĩ Lan. Hiệp hội người nuôi thỏ Mỹ yêu cầu các con Thrianta phải đặt ra ngắn và gọn, với đôi tai thẳng có màu đỏ xung quanh.
Chúng là vật nuôi nhạy cảm với các yếu tố ngoại cảnh (chốn trạy, sợ tiếng động), khả năng thích ứng với môi trường kém. Sống trong nhà chúng sẽ được an toàn hơn. Cần tránh tiếp xúc với các loài động vật khác, đặc biệt là chuột. Nếu ban ngày chúng ăn không hết thức ăn thì cần vét sạch máng, nếu thừa chuột sẽ lên ăn và cắn chết thỏ, nhất là thỏ con mới đẻ.
Dạ dày chúng co giãn tốt nhưng co bóp yếu. Nhiều con bị chứng sâu răng hành hạ và có vấn đề về tiêu hóa. Chúng cũng bị mắc một số bệnh như bại huyết, ghẻ, cầu trùng, viêm ruột, do ăn thức ăn sạch sẽ, không bị nấm mốc. Nếu thấy chúng có hiện tượng phân hôi, nhão sau đó lỏng dần thấm dính đét lông quanh hậu môn, kém ăn, lờ đờ uống nước nhiều đó là bệnh tiêu chảy. 

## Chăm sóc
Cho ăn cà rốt có thể khiến chúng bị sâu răng, cũng như gây nên những vấn đề về sức khỏe khác. Cà rốt và táo chứa nhiều đường thực vật, chỉ nên cho thỏ ăn những loại này ít. Chúng thích cam thảo nhưng nó lại không tốt bởi thỏ không thể tiêu hóa đường. Chúng thông thường không ăn rau củ có rễ, ngũ cốc hoặc trái cây, đặc biệt là rau diếp. Nên cho thỏ ăn cỏ, cải lá xanh đậm như bắp cải, cải xoăn, bông cải xanh.
Luôn có thức ăn xanh trong khi chăm sóc, lượng thức ăn xanh cho chúng luôn chiếm 90% tổng số thức ăn trong ngày. Có thể cho chúng ăn thêm thức ăn tinh bột, không được lạm dụng vì chúng sẽ dễ bị mắc bệnh về đường tiêu hóa dẫn đến chết. Nhiều người cho rằng thỏ không cần uống nước là sai. Thỏ chết không phải do uống nước hay ăn cỏ ướt mà vì uống phải nước bẩn và ăn rau bị nhiễm độc.
Thỏ sơ sinh sau 15 giờ mới biết bú mẹ. Trong 18 ngày đầu thỏ hoàn toàn sống nhờ sữa mẹ. Nếu được bú đầy đủ thì da phẳng và 5-8 ngày đầu mới thấy bầu sữa thỏ mẹ căng phình ra, thỏ con nằm yên tĩnh trong tổ ấm, chỉ thấy lớp lông phủ trên đàn con động đậy đều. Nếu thỏ con đói sữa thì da nhăn nheo, bụng lép và đàn con động đậy liên tục. Nguyên nhân chủ yếu thỏ con chết là do đói sữa, dẫn đến suy dinh dưỡng, chết dần từ khi mở mắt.